# 株良镇
株良镇，是中华人民共和国江西省抚州市南城县下辖的一个乡镇级行政单位。

## 行政区划
株良镇下辖以下地区：
株良社区、毛家坪村、脊江村、世厚村、融坊村、湖边村、双湖村、株良村、杨梅村、古竹村、城上村、宏富村、尧村、路东村、田南村、泷油村、云市村、中云村、吴家山村、骆家塘村、红米坵村、江头塅村和长安村。